# أمورا
أَمُورة أو أمورا هي أبرشية من أبرشيات البرتغال تقع في بلدية سيكسال. يبلغ عدد سكانها 48629 نسمة وذلك حسب إحصائيات سنة 2011.

## أعلام
- جواو تيكسيرا